# Rock'n'Road All Night
Rock'n'Road All Night é o terceiro álbum de estúdio da cantora brasileira Danni Carlos, lançado em 2005.

## Lista de faixas
1. "(I) Get Lost"
2. "Falling in Love Again"
3. "You Oughta Know"
4. "Another Perfect Day"
5. "Money for Nothing"
6. "Secret"
7. "The Reason"
8. "Fever"
9. "Stayin' Alive"
10. "Purple Rain"
11. "I Don't Want to Miss a Thing"
12. "Freedom"
13. "Mercy Street"
14. "In Between Days"